# فارس فارس
فارِس فارِس (عربی: Fares Fares؛ زادهٔ ۲۹ آوریل ۱۹۷۳) هنرپیشه ساکن کشور سوئد با اصالت لبنانی است. وی از سال ۲۰۰۰ میلادی تاکنون مشغول فعالیت بوده‌است.

## گزیدهٔ نقش‌آفرینی‌ها
- سی دقیقه پس از نیمه‌شب
- برای یک لحظه آزادی
- خانه امن
- متروپیا
- چرنوبیل (مینی‌سریال)
- غایب